# 사운드 디자인
사운드 디자인(sound design)은 음향 요소를 선별, 습득, 조작, 생산하는 모든 과정으로, 영화 · 방송 · 극장 · 레코딩 · 라이브 퍼포먼스 · 사운드 아트 · 포스트 프로덕션 · 비디오 게임 개발 등에 널리 사용된다. 사운드 디자인은 이미 작곡되거나 녹음된 오디오, 예를 들어 효과음이나 대사를 다룬다. 때로는 원하는 분위기나 효과를 내기 위해 사운드 디자이너가 작곡·편곡을 하기도 한다.

## 역사
감정을 이끌어내고 분위기를 나타내고 행동을 강조하기 위해 연극과 무용에서 음악을 사용하는 것은 선사시대부터 시작되었다. 최초의 형태는 종교 의식에서 치유나 유희를 위한 음악이었다. 고대 일본에서는 음악과 무용을 동반한 ‘카구라’라는 연극적 의식이 신토 신사에서 이루어지기도 했다.
중세 시대에는 음악과 음향효과를 이용해 퍼포먼스를 극대화시킨 ‘코메디아 델라르테(즉흥 연희극)’가 공연되었다. 또한 영국 엘리자베스 시대 극장에서는 스테이지 밖에서 종이나 호루라기, 호른 등으로 직접 음악과 음향효과를 제작하기도 했다. 대본에는 음악과 음향효과가 적절한 타이밍에 연주되도록 신호가 쓰여져 있었다.
이탈리아의 작곡가 루이지 루솔로는 ‘인토나루모리(소음기계, Intonarumori)’라는, 음향 제작 기기를 만들어 1913년부터 미래주의적 연극과 음악공연에 쓰기 시작했다. 이 기기들은 자연적인 소리와 기차나 폭탄 등 인공적인 소리를 재현하는 데 목적을 두고 있었다.

### 녹음된 소리
극장에서 사용된 첫 녹음 음향은 1890년 런던의 한 극장에서 축음기로 시연된 아기의 울음소리였다.
‘사운드 디자이너’가 사용되던 시기는 아니었지만, 많은 수의 무대 매니저들이 ‘효과 담당’ 전문을 맡아 성대모사나 여러 장치와 그라모폰을 사용해 무대 뒤에서 음향효과를 내는 데 동원되었다. 20세기에 들어서면서 라이브 음향효과보다는 녹음된 음향효과가 많이 쓰이기 시작했지만, 음향 생산에 있어 무대 매니저들이 완전히 배제된 것은 아니다. 예를 들면, 현대 관객들은 생 음향과 녹음된 음향을 구분할 수 있기 때문에, 총소리와 같은 음향효과는 여전히 무대 매니저가 무대 뒤에서 생으로 재현한다.

### 디지털 테크놀로지
MIDI(미디, Musical Instrument Digital Inteface)와 음향기술의 발전을 발판삼아, 1980년대와 90년대에 들어 사운드 디자인은 급격하게 발전하기 시작했다.
또한 인터넷, WWW(world wide web)의 출현으로 음향 소스를 구하기 쉽고 저렴하게 구할 수 있게 되었다. 이제 사운드 디자이너들은 시간과 예산을 들여 레코드 가게, 도서관을 뒤지거나 품질이 떨어지는 음향 소스를 직접 제작하기보다는 인터넷에서 프리뷰하고 다운로드한, 좀더 다듬어진 소스로 작업을 한다.
소프트웨어의 혁신도 사운드 디자이너들에게 작업하기 쉬운 환경을 만들어 주었다. 집에 컴퓨터와 스피커, 헤드셋만 있으면 비싼 장비나 스튜디오를 빌릴 필요 없이 음악을 편집하고 믹싱할 수 있다. 이런 점은 빠른 창작과 감독과의 빠른 의견교환을 도와 준다.

## 활용 분야

### 영화
사운드 디자인과 사운드 디자이너라는 용어는 영화계에 1972년도에 소개되었다. 첫 공식 사운드 디자이너의 칭호는 영화감독 프랜시스 포드 코폴라(Francis Ford Coppola)에 의해 월터 머치(Walter Murch)에게 주어지는데, 그는 그의 영화 지옥의 묵시록의 음향 작업에 지대한 공헌을 했다.
사운드 디자이너의 원래 의미는 코폴라와 머치에 의하면 ‘한 영화의 음향에 대한 모든 것 – 대사, 효과음, 재녹음된 부분까지 포함한 최종 음향트랙 – 을 책임지는 사람’이다. 사운드 디자이너는 1930년대 윌리엄 멘지스가 영화 바람과 함께 사라지다 에서의 아트 디렉션에 혁신적인 공헌을 한 것을 바탕으로 프로덕션 디자이너의 칭호를 받은 것과 비슷한 형태로 출현한 셈이다.
사운드 디자이너는 프로덕션 스탭의 핵심 인원으로, 편집 감독이나 촬영 감독과 같은 발언권을 갖는다. 사운드 디자이너의 역할은 사운드 에디터와 흡사하지만, 사운드 에디터는 음향 작업의 기술적인 면에 치중하는 데 비해 사운드 디자이너들은 좀더 창조적인 면에 치중한다.

### 극장
사운드 디자인은 프로젝션과 멀티미디어 디스플레이를 제외하면, 극 연출에서 가장 늦게 출현한 분야이다.
뮤지컬과 연극을 위한 사운드 디자인
사운드 디자이너들은 대개 모든 장르에 걸쳐 활동하지만, 한 가지 분야를 전문으로 하기도 한다. 일반적인 전문 분야는 뮤지컬과 연극이 있으며, 그 외에 아동용 극장, 댄스와 오페라가 있다. 뮤지컬과 연극 분야의 사운드 디자인 상으로는 미국의 토니 상이 있다.
뮤지컬을 위한 사운드 디자인
뮤지컬을 위한 사운드 디자인은 주로 음향 강화 시스템의 보완에 주력한다. 공연장에 이미 음향 시스템이 설치되어 있다면, 사운드 디자이너의 일은 시스템을 잘 조정해 특정 프로덕션의 퍼포먼스를 극대화하는 데 있다. 음향 시스템 조정은 이퀄라이제이션, 딜레이, 볼륨, 스피커와 마이크 배치 등 여러 방법으로 이루어진다. 새로운 장비를 필요로 하는 경우도 있다. 사운드 디자이너는 공연장의 형태나 크기와 상관없이 퍼포먼스가 제대로 들리고 관객들에게 이해될 수 있으며, 배우들이 필요한 소리를 제대로 들을 수 있도록 해야 한다.
연극을 위한 사운드 디자인
연극을 위한 사운드 디자인은 대개 연극, 디자인과 색감, 그 곳 음향 시스템과 친숙한 음향의 선정을 요하며, 사운드 디자이너와 프로덕션 감독은 함께 연극의 주제와 핵심 감정을 결정한다. 이것에 기반해, 사운드 디자이너는 감독, 작곡가와 함께 원하는 분위기를 조성하기 위한 음향을 고른다.
어떤 프로덕션은 장면이 바뀔 때만 음악을 사용하기도 하고, 다른 곳은 효과음만 사용하기도 한다. 마찬가지로 장면들은 음악이나 효과음, 또는 다른 추상적인 소리들로 각각 악보가 매겨져 있다.

## 같이 보기
- 구체 음악

## 참고 문헌
1. Kaye, Deena; Lebrecht, James (1992). Sound and Music For The Theatre. Back Stage Books, an imprint of Watson-Guptill Publications. ISBN 0-8230-7664-4.
2. Booth, Michael R. (1991). Theatre In The Victorian. Cambridge University Press.ISBN 0-521-34837-4.
3. Napier, Frank (1936). Noises Off. Frederick Muller.
4. Dugan, Dan (December 1969). "A New Music and Sound Effects System for Theatrical Productions". Journal of the Audio Engineering Society (Audio Engineering Society) 17 (6): 666–670. Retrieved March 23, 2011.
5. Kaye, Deena; LeBrecht, James (2009). Sound and music for the theatre: the art and technique of design. Focal Press. p. 8. ISBN 0-240-81011-2.